# اربابان آسمان
اربابان آسمان (به انگلیسی: Masters of the Air) یک مینی‌سریال تلویزیونی درام جنگی آمریکایی است که به‌دست جان شیبان و جان اورلوف برای اپل تی‌وی پلاس ساخته شده است. این مینی‌سریال به اقدامات نیروی هوایی هشتم در انگلستان شرقی طی جنگ جهانی دوم می‌پردازد. این مجموعه با جوخه برادران (۲۰۰۱) و اقیانوس آرام (۲۰۱۰) مرتبط است.
فیلم‌برداری در سال ۲۰۲۱ در انگلستان آغاز شد، اما به دلیل تأثیرات دنیاگیری کووید-۱۹ در چندین نوبت به تعویق افتاد. اربابان آسمان در ۲۶ ژانویهٔ ۲۰۲۴ به نمایش درآمد.

## بازیگران
- آستین باتلر در نقش سرگرد گیل کلیون
- کلوم ترنر در نقش سرگرد جان ایگان
- آنتونی بویل در نقش سرگرد هری کرازبی
- نیت مان در نقش سرگرد رابرت روزنتال
- راف لاو به عنوان گروهبان کن لمونز
- جیمز موری در نقش سرگرد شیک هاردینگ
- تامی جسوپ
- فردی کارتر در نقش ستوان دیوید فریدکین
- بری کیوگن در نقش ستوان کرتیس بیدیک
- نیکولای کینسکی در نقش سرهنگ هارولد هاگلین
- اوکلی پندرگاست در نقش گروهبان ویلیام هینتون
- لوئیس گریتورکس در نقش کاپیتان جوزف پین
- آدام لانگ به عنوان کاپیتان برنارد دیمارکو
- کای الکساندر در نقش گروهبان ویلیام کوین
- جردن کولسون در نقش ستوان هاوارد همیلتون
- فیون اوشی در نقش گروهبان استیو بوسر
- نیتای لوی در نقش گروهبان پل آ. ورابک، جونیور.
- لوری دیویدسون در نقش ستوان هربرت نش
- فرانسیس لاوهال در نقش کاپیتان وندل الیور پرویت
- بردلی بانتون در نقش ستوان لی «بادی» آرچر
- ادوارد اشلی در نقش سرهنگ دوم جان بی. کید
- کیرون مور در نقش گروهبان کلیفورد استارکی
- دیوید شیلدز در نقش سرگرد اورت بلیکلی
- جان اوارت در نقش ستوان ویلیام کوچ
- جورج اسمیل در نقش ستوان ریموند ناتینگ
- جیمز مونیر در نقش ستوان کنت لورچ
- سم هزلدین در نقش سرهنگ آلبرت کلارک
- داراگ کاولی در نقش ستوان گلن گراهام
- الیوت وارن در نقش ستوان جیمز داگلاس
- شوتی گتوا در نقش ستوان دوم رابرت دانیلز
- جاش بولت در نقش ستوان وینیفرد «پاپی» لوئیس
- بن ردکلیف در نقش کاپیتان جیمز دی. بردی
- سانی اشبورن سرکیس در نقش ستوان جیمز ایوانز
- جک فرانکلین در نقش چارلز مایلیوس
- کوامه آگیه در نقش ستوان جوزف ایوانز گوردون
- ساویر اسپیلبرگ در نقش ستوان روی فرانک کلیتور
- کریستوفر لیکوود در نقش سرهنگ توماس جفری
- ایان دانت جونیور در نقش ستوان ران بیلی
- سید فینیکس در نقش رالف نیست
- رابرت هندز در نقش سرگرد گوستاو سیمولیت
- استیون کمبل مور در نقش سرگرد ماروین «رد» بومن
- جوجو ماکاری در نقش کاپیتان اوران پتریچ

### مهمان
- یوانا کولیگ در نقش پائولینا[۴]
- بل پاولی در نقش الکساندرا «ساندرا» وینگیت
- لورن مک‌کوئین در نقش رز

## تولید

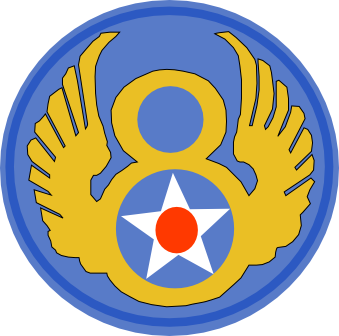
نشان هشتمین نیروی هوایی در جنگ جهانی دوم

گزارش‌های مربوط به سومین مینی‌سریال مبتنی بر جنگ جهانی دوم به همان سبک جوخه برادران و اقیانوس آرام که توسط تام هنکس و استیون اسپیلبرگ ساخته شده بود، در اکتبر ۲۰۱۲، با تمرکز بر خدمه پرواز نیروهای هوایی ایالات متحده از نیروی هوایی هشتم آغاز شد. اچ‌بی‌او در ژانویه ۲۰۱۳ تأیید کرد که در حال ساخت این مینی‌سریال است که بر پایهٔ کتابی اثر دونالد ال. میلر با عنوان اربابان آسمان: پسران بمب‌افکن آمریکا که در جنگ هوایی علیه آلمان نازی جنگیدند ساخته شده است.
در اکتبر ۲۰۱۹، گزارش شد که اپل با شرکت‌های سازندهٔ مربوط به اسپیلبرگ و هنکس قرارداد بسته است تا سریال را به جای اچ‌بی‌او به‌طور انحصاری در اپل تی‌وی پلاس پخش کند. اچ‌بی‌او در بیانیه‌ای تأیید کرد که تصمیم به ادامه ساخت سریال ندارد. ددلاین هالیوود گزارش داد که این سریال شامل ده قسمت با هزینه تولید بیش از ۲۰۰ میلیون دلار است، در حالی که هالیوود ریپورتر گفت که شامل ۹ قسمت با هزینه تولید ۲۵۰ میلیون دلار است. وب سایت فوت‌استپس ریسرچ (تحقیق ردپا) گزارش داد که این سریال بر روی صدمین گروه بمباران نیروی هوایی هشتم متمرکز خواهد شد.
کری فوکوناگا در اکتبر ۲۰۲۰ به عنوان کارگردان سه قسمت نخست این مجموعه اعلام شد. در فوریه ۲۰۲۱، آستین باتلر و کلوم ترنر برای بازی در این سریال انتخاب شدند. آنتونی بویل و نیت مان در ماه مارس با راف لاو، جیمز موری و تامی جسوپ در آوریل به بازیگران پیوستند. فردی کارتر نقش خود را در مصاحبه‌ای در ماه مه فاش کرد، در حالی که تصاویر صحنه نشان داد که بری کیوگن نیز به این فیلم پیوسته است. در ماه ژوئن، دی ریس به عنوان کارگردان اپیزودهای سریال معرفی شد. در ماه جولای، آنا بودن و رایان فلک نیز به عنوان کارگردانان اپیزود معرفی شدند.
در فوریه ۲۰۲۱، گزارش شد که تولید، در پادگان دالتون در آکسفوردشر، انگلستان آغاز شده است. مجوز برنامه‌ریزی موقت 12 ماهه در نیولند پارک، چالفنت سنت پیتر، پس از ساخت یک پادگان جنگ جهانی دوم در منطقهٔ درخواست شد. فیلمبرداری در ماه ژوئیه به دلیل مثبت بودن آزمایش کووید ۱۹ برای مدت کوتاهی متوقف شد. تولید همچنین در همل همپستد انجام شد.

## پخش
اربابان آسمان در ۲۶ ژانویهٔ ۲۰۲۴ از اپل تی‌وی پلاس به نمایش درآمد.

## بازخورد
در راتن تومیتوز، این مجموعه بر پایهٔ نظر ۹۵ منتقد، میانگین رتبهٔ ۸۵٪ را دریافت کرد. در متاکریتیک، این مجموعه بر اساس نظر ۴۰ منتقد دارای میانگین نمرهٔ ۷۳ از ۱۰۰ است.